# Kościół św. Iwona i Matki Bożej Uzdrowienia Chorych w Iwoniczu-Zdroju
Kościół świętego Iwona i Matki Bożej Uzdrowienia Chorych – rzymskokatolicki kościół filialny należący do parafii św. Iwona w Iwoniczu-Zdroju.
Świątynia została wzniesiona w 1895 roku. Ufundowana została przez hrabiego Załuskiego i zaprojektowana przez architekta austriackiego Favorgera. Gruntownie została wyremontowana w 1927 roku i latach 1948 – 52 po uszkodzeniach z okresu Ii wojny światowej – zatarte zostały wówczas częściowo cechy stylowe. W 1995 roku została połączona z nową świątynią dobudówką.
Jest to budowla drewniana, trzynawowa, posiadająca konstrukcję słupowo – ramową. Świątynia nie jest orientowana i została zbudowana w stylu neogotyckim. Kościół jest bazyliką posiadającą wydzielone po bokach niższe nawy. Prezbiterium nie jest wydzielone z nawy i jest zamknięte prostokątnie. Fasada frontowa posiada trzy wejścia i jest zwieńczona trójkątnym szczytem. Świątynia jest nakryta dachem jednokalenicowym, pokrytym blachą, na dachu znajdują się dwie ośmioboczne wieżyczki na sygnaturkę, zwieńczone blaszanymi ostrosłupowymi dachami hełmowymi. Wnętrze jest podzielone na trzy części dwoma rzędami słupów z arkadami po trzy sztuki. Strop posiada przekrój trójkąta i dekorację kasetonową. Prospekt organowy reprezentuje styl neogotycki i został wykonany na z początku XX wieku. Ołtarz główny został zbudowany w stylu neogotyckim, natomiast dwa ołtarze boczne powstały pod koniec XIX wieku i zostały zbudowane w stylu eklektycznym.